# Лінія М2 (Будапештський метрополітен)
Лінія М2 (угор. M2-es metróvonal) — одна з чотирьох ліній Будапештського метрополітену, одна з двох ліній метросистеми, що перетинає Дунай і розташована не тільки в Пешті, але і в Буді. Лінія орієнтована в напрямку захід-схід. Побудована у 1970-1972 роках. На схемах позначається червоним кольором.

## Опис
Довжина лінії — 10,3 км, на ній знаходяться 11 станцій. Три станції знаходяться в Буді, на правому березі Дунаю: Делі пайаудвар, Селль Кальман тер і Баттяні тер; інші розташовані в Пешті. Всі станції на ділянці Делі пайаудвар — Келеті пайаудвар підземні, станція Ференц Пушкаш Штадіон мілкого закладення, а станції Пілланго утца і Ерш везер тере — наземні.
Перехід на інші лінії метро здійснюється на станції Деак Ференц тер. лінія M4 має пересадку на лінію 2 на станції Келеті пайаудвар.

## Історія
Будівництво другої гілки будапештського метро стартувало у 1950 році. Спочатку планувалося, що лінія з'єднає станції Делі та Келеті. З 1954 по 1963 рік будівництво було заморожено з причин як політичного, так і фінансового характеру.
Перша черга метро «Деак Ференц тер» — «Ерш везер тере» була відкрита 4 квітня 1970 року (день 25-річчя визволення Угорщини Радянською армією), друга черга — «Деак Ференц тер» — «Делі пайаудвар» відкрита 22 грудня 1972 року.
У 2004–2008 роках проводилася повна реконструкція платформ і колій, в результаті чого деякі ділянки періодично закривалися. У 2010 році проведена заміна і ремонт рухомого складу.

## Галерея

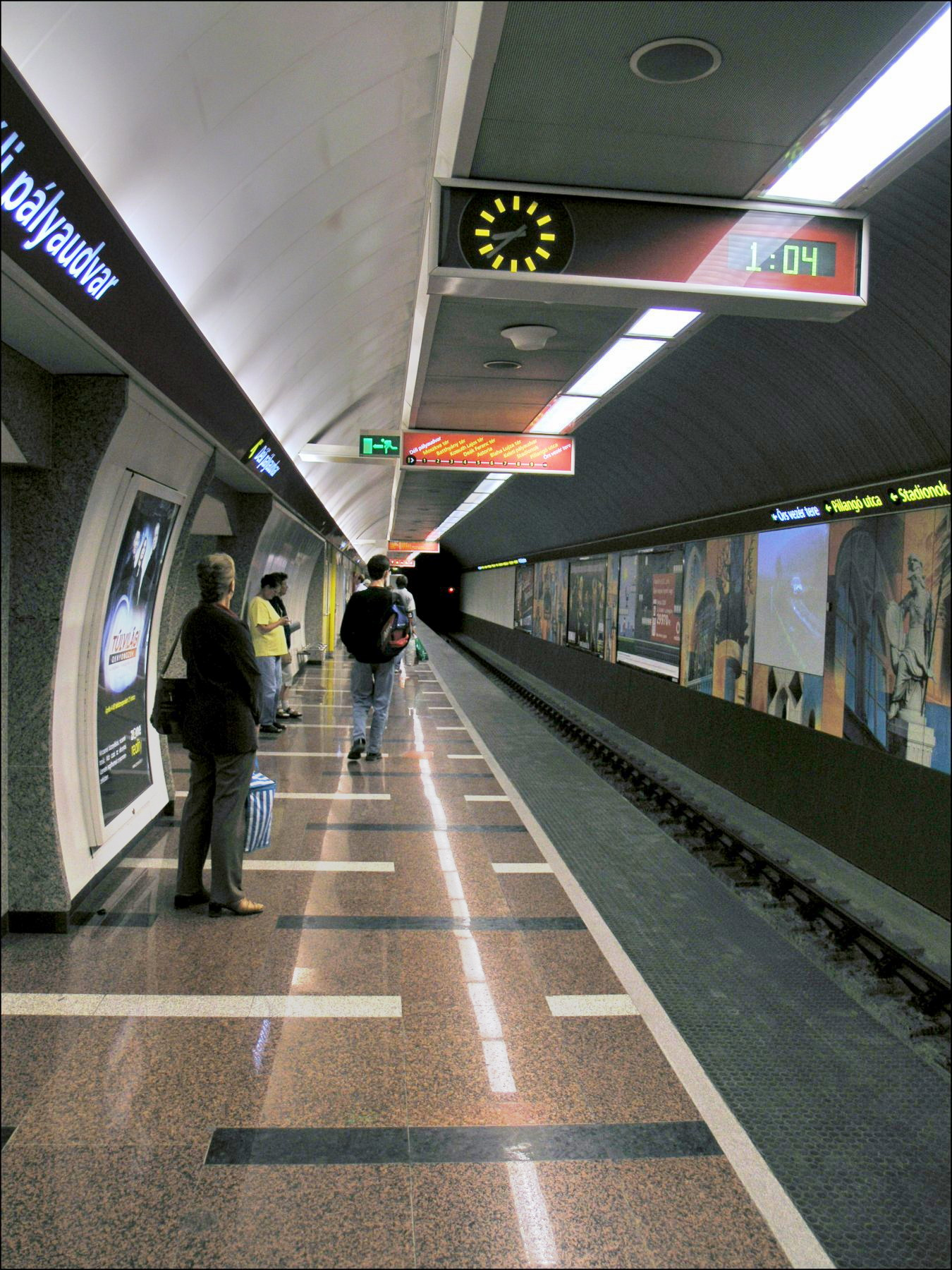
Делі пайаудвар
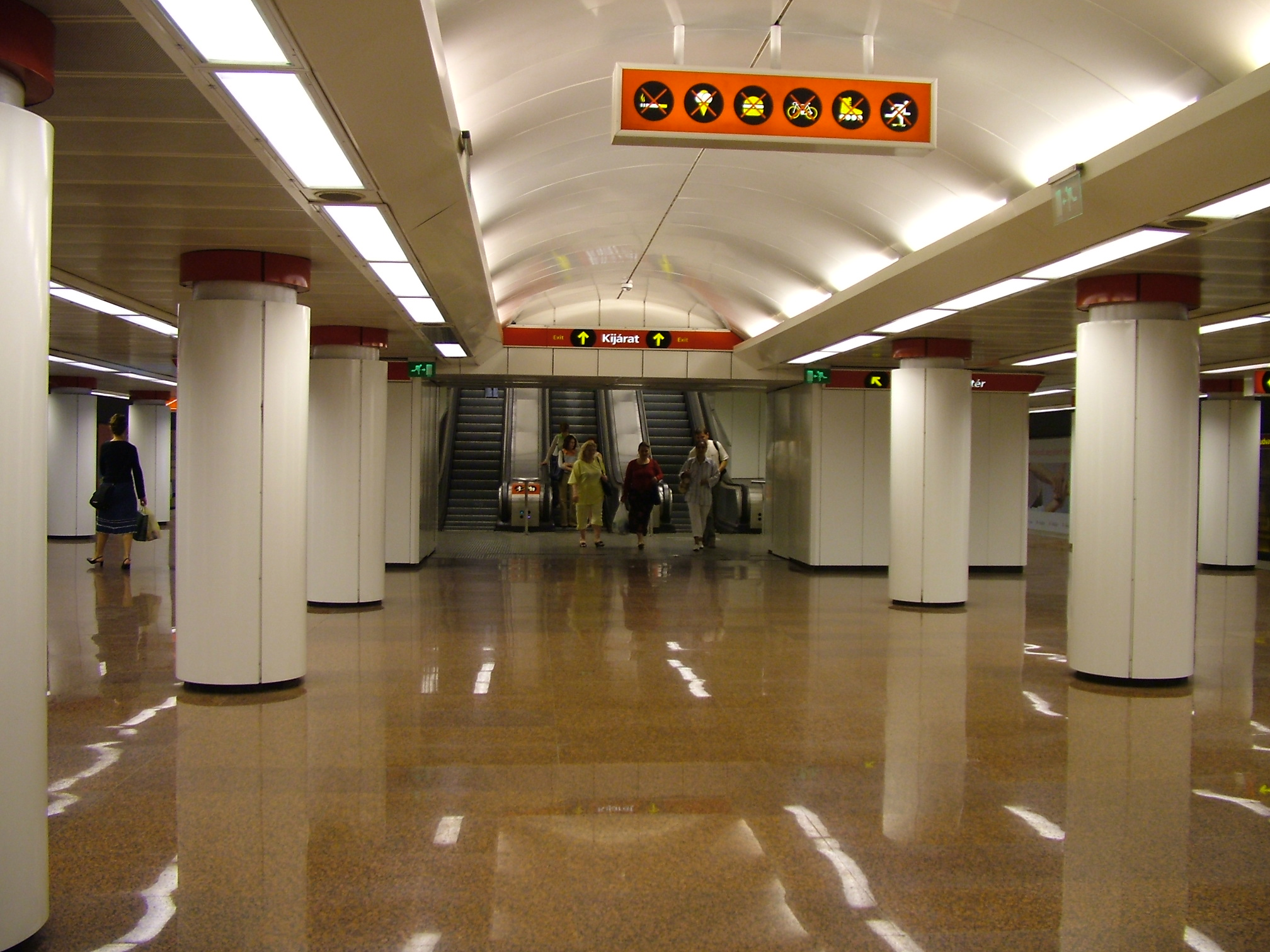
Кошут Лайош тер
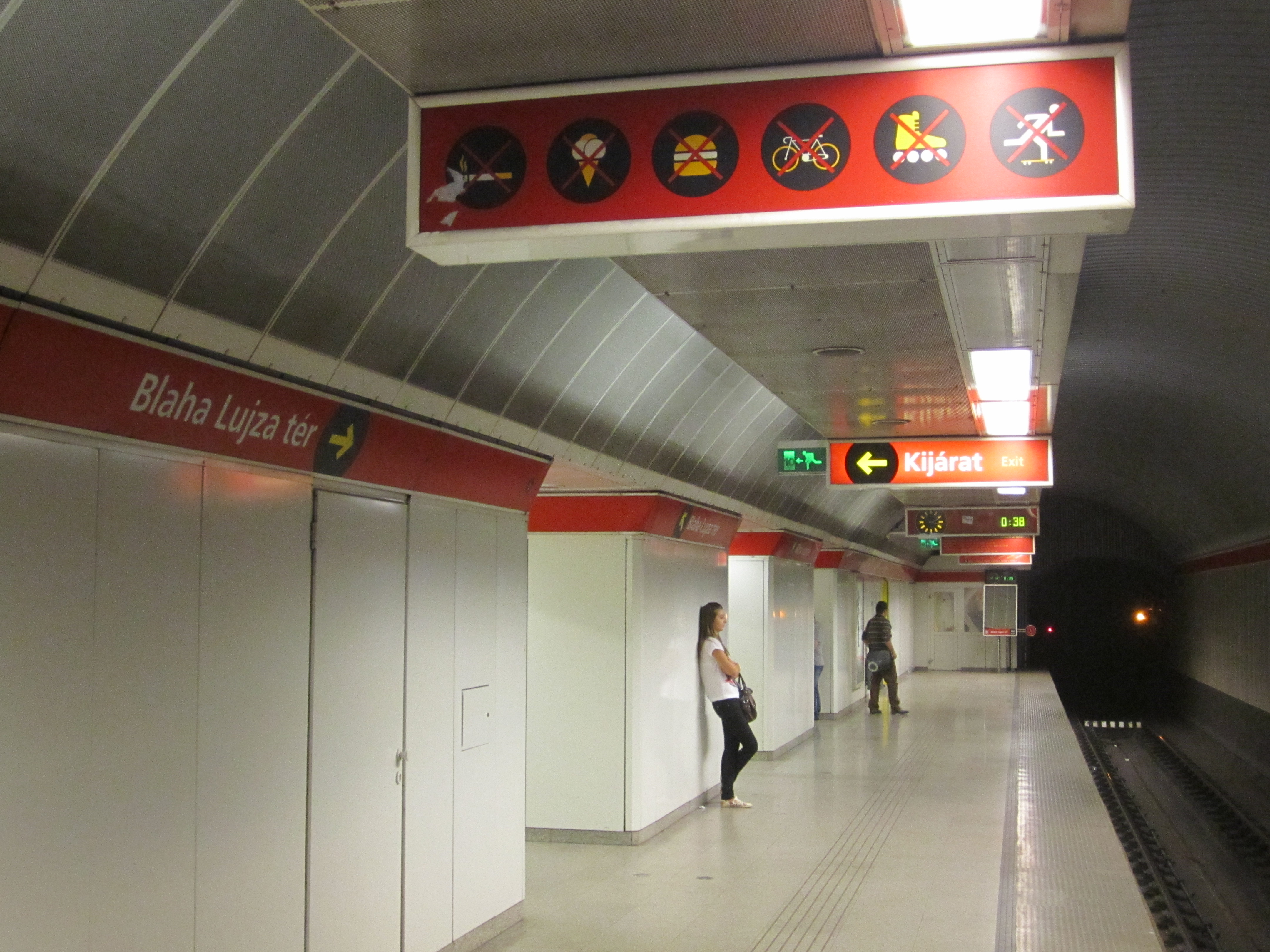
Блаха Луйза тер
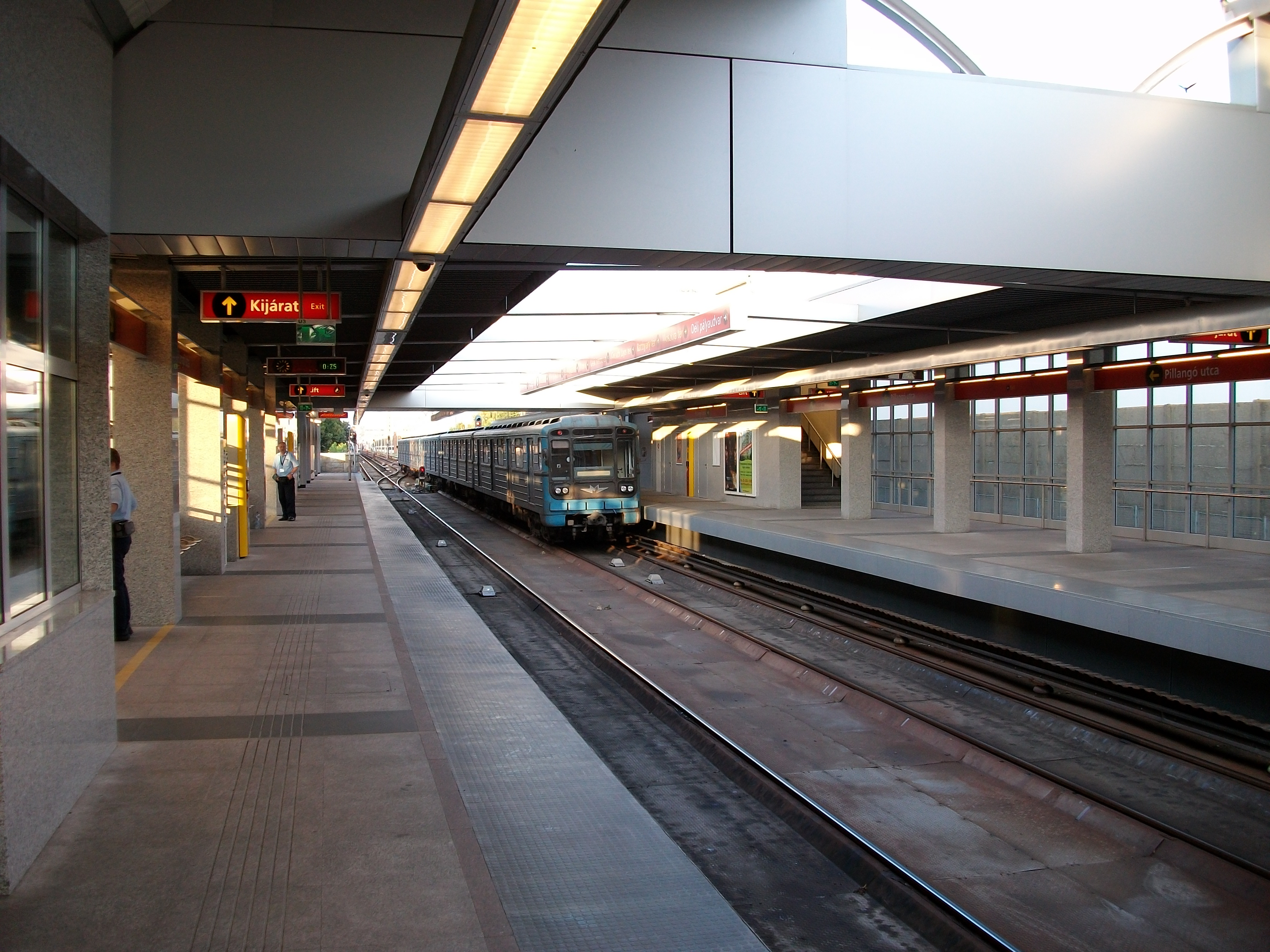
Пілланго утца
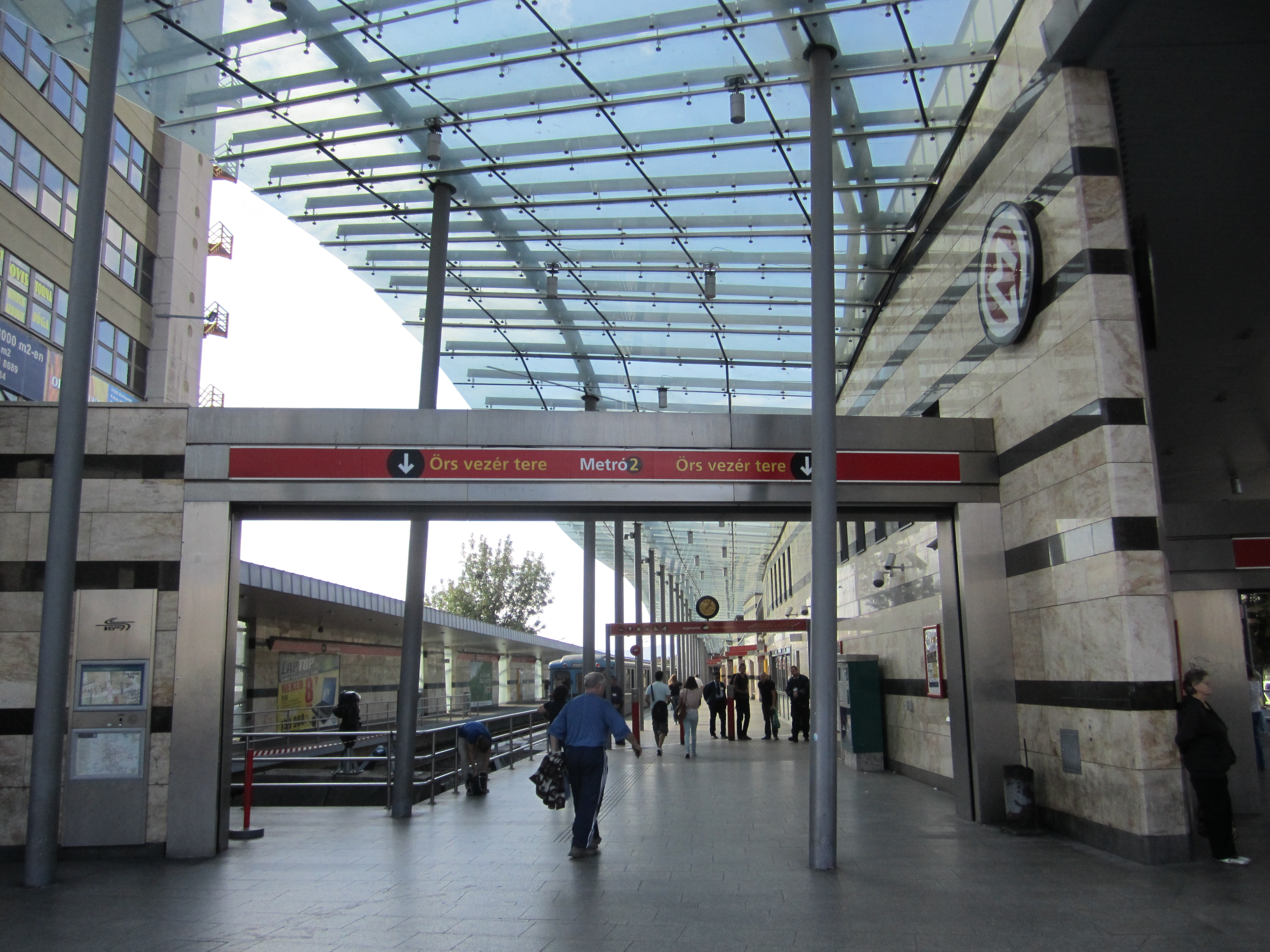
Ерш везер тере